# 사라 스미스
세라 스미스(Sarah Smyth, 1982년 10월 12일 ~ )는 캐나다의 배우다.

## 출연 작품
- 12 라운드 3: 락다운 (2015년)
- 하나님 나라에는 악마가 살고 있다 (2015년)
- 듀크 (2012년) - 앨리스 역
- 50/50 (2011년) - 제니 역
- 퍼시 잭슨과 번개 도둑 (2010년)
- 에일리언 트레스패스 (2009년)
- 로스트 보이 2 : 더 트라이브 (2008년)
- 더럼 카운티 (2007년)
- 커버넌트 (2006년)
- 디코이스 (2004년)

### 텔레비전
- 하퍼스 아일랜드 (2009)
- 스타게이트 유니버스 (2009, 2011)
- 시더 코브 (2013-15, Cedar Cove)